# Andrew Grote
Andrew Grote (* 25. April 1710 in Bremen; † 8. Dezember 1788 in London), geboren als Andreas Grote, war ein deutsch-britischer Kaufmann und Bankier.

## Herkunft
Andrew Grote wurde 1710 in Bremen als Andreas Grote geboren. Er war eines der fünfzehn Kinder des Bremer Kaufmanns Otto Grote (* 1673) und seiner Frau Gesche Müllershausen. Sein Bruder Wilhelm Grote (1707–1772) übernahm das Handelshaus in Bremen und dessen Sohn Otto erweiterte die Geschäfte bis nach Amsterdam. Über seinen Cousin Wilhelm Grote (1698–1772) ist Andrew Grote mit dem deutsch-baltischen Adelsgeschlecht von Grote verwandt.

## Kaufmann in London
Mit etwas Kapital ging er 1731 nach London, um sich dort als Kaufmann zu etablieren. Er ließ sich in der Leadenhall Street nieder und gründete mit Paul Kruger, einem Kaufmann aus Hamburg, die Handelsgesellschaft Kruger & Grote. Trotz seiner deutschen Herkunft wurde Grote „in jeder Hinsicht der Repräsentant des Englischen Kaufmanns jener Zeit“. Für seine pragmatischen Ansichten bekannt, schrieb er beispielsweise seinem Sohn Joseph, der 1765 bei Verwandten in Bremen weilte: „Ich hoffe Du gehst nicht in Trinkclubs oder in die Gesellschaft müßiger, wertloser Menschen, die Du wie die Pest meiden solltest, sondern verkehrst immer mit Männern von Ansehen, durch die Du besser werden kannst“.

## Bankier
Gemeinsam mit George Prescott, William Culverden und John Hollingworth, gründete Grote 1766 die Bank Prescott, Grote, Culverden & Hollingworth. Dass Grote räumlich und institutionell zwischen seinen Handels- und seinen Bankgeschäften unterschied, war in der damaligen Zeit ein neuer Ansatz. Für die Gründung der Bank brachten die Partner ein Kapital von 30.000 Pfund auf. Das Hauptgebäude des Bankhauses lag in der Threadneedle Street in London, in der Nähe der Bank of England. Während Culverden und Hollingworth kaum Anteil an den Geschäften hatten, lag die Steuerung der Bank hauptsächlich in den Händen von Grote und Prescott. Andrew Grote blieb Partner der Bank bis zu seinem Tod. Zu diesem Zeitpunkt war bereits sein Sohn Joseph Grote Partner geworden. Die Familie blieb bis 1891 mit der Bank verbunden. Im Jahr 1903 ging die Bank in der Union of London & Smith Bank auf und 1918 in der National Provincial Bank. Der heutige Nachfolger ist die National Westminster Bank.

## Familie
Im Jahr 1745 heiratete Andrew Grote die aus Oxfordshire stammende Ann Smith († 1757) und hatte mit ihr einen Sohn:
- Joseph Grote († 1815), starb unverheiratet[9]

Nach dem Tod seiner ersten Frau heiratete Grote im Jahr 1760 die 30 Jahre jüngere Mary Ann Culverden (* 1740, † 1787), die Schwester seines Geschäftspartners William Culverden. Sie hatten drei Söhne und sechs Töchter, darunter:
- Frances Grote (1760–1833), heiratete Francis Gregory, Esq. of Styvechall[10][11]
- George Grote (1762–1830), heiratete Selina Peckwell (1775–1845) und wurde der Vater von George Grote[9][11]
- Charlotte Grote (1763–1825)[11], heiratete Admiral Charles Stirling (1760–1833), einen Onkel des Australischen Gouverneurs James Stirling[12]
- Caroline Grote (1773–1817)[11]
- Laetitia Grote, starb unverheiratet[9]
- Marianne Grote[13]
- Andrew Grote, starb jung[9]
- William Grote[13]

Andrew Grote starb im Jahr 1788 in Blackheath und wurde in der Kirche bestattet, in der er Mitglied und Kirchenältester gewesen war, der Dutch Church at Austin Friars in London. Zwei Gemälde der Familie, gemalt von Daniel Gardner, wurden im Jahr 2019 über das Auktionshaus Christie’s für 40.000 und 75.000 Pfund verkauft.